# DSV
DSV A/S je původně dánská, dnes nadnárodní transportní a logistická společnost nabízející celosvětově mezinárodní nákladní dopravu (silniční, leteckou, námořní) a logistické služby. Od jejího založení v roce 1976 deseti nezávislými dánskými přepravci razantně expandovala, především díky řadě strategických akvizic konkurenčních společností.
Hlavní sídlo má společnost v dánské Kodani a zastoupení ve více než 70 zemích světa.
Celosvětově zaměstnává přibližně 22 tisíc zaměstnanců a spolupracuje s dalšími partnery a agenty po celém světě. DSV je zapsána na seznamu NASDAQ OMX Copenhagen (Kodaňská obchodní burza) a zahrnuta do indexu OMXC20 jako jedna z 20 nejvíce obchodovaných akcií.
Společnost se dělí na tři divize: DSV Road (silniční přeprava), DSV Air & Sea (letecká a námořní přeprava) a DSV Solutions (logistika a skladování). Její největší aktivity spočívají v evropské silniční (kamionové) síti, následované leteckou a námořní přepravou a stále rostoucím pan-evropským logistickým servisem. V roce 2010 dosáhla společnost obratu 5,9 miliard euro.
V České republice mají divize DSV zastoupení jako DSV Road a.s. a DSV Air & Sea s.r.o.

## Akvizice
Během času společnost DSV uskutečnila 38 akvizic pro posílení společnosti. K nejvýznamnějším patřily koupě firem Samson Transport (1997), DFDS Dan Transport (2000), Bachmann (2004), Frans Maas (2006) a ABX Logistics (2008), Panalpina Czech s.r.o. (2020), AGILITY LOGISTICS S.R.O.(2021).

## Historie
- 1976: 10 nezávislých dopravců zakládá společnost DSV
- 1989: DSV přebírá vedení nad Borup Autotrans a Hammerbro a mění název na DSV Borup
- 1997: DSV kupuje Samson Transport
- 2000: DSV přebírá vedení nad DFDS Dan Transport Group a vystupuje pod názvem DFDS Transport
- 2002: DFDS Transport se dělí na tři divize
- 2004: fúze s J H Bachmann
- 2006: fúze s Frans Maas
- 2007: DFDS Transport mění název na DSV
- 2008: fúze DSV s ABX LOGISTICS
- 2012: DSV kupuje část společnosti Čechofracht a.s.
- 2016: DSV kupuje konkurenční koncern UTi Worldwide
- 2019: DSV kupuje Panalpina
- 2021: DSV kupuje Agility [4]
- 2023: DSV kupuje S&M Moving Systems West a Global Diversity Logistics [5]
- 2025: DSV kupuje DB Schenker [6]

## Název společnosti
V roce 1976 deset nezávislých dopravců založilo "De Sammensluttede Vognmænd af 13-7 1976 A/S" (Spojení dopravci z 13-7 1976). Z tohoto jména vzešla zkratka DSV, která se používá dodnes, i když název společnosti prodělal několik změn.
Po akvizici společnosti DFDS Dan Transport Group A/S v roce 2000 pokračovaly společné obchodní aktivity pod názvem DFDS Transport, zatímco mateřskou organizací zůstala De Sammensluttede Vognmænd af 13-7 1976 A/S, jejíž název byl r. 2003 formálně zkrácen na DSV A/S. Po akvizici společnosti Frans Maas r. 2006 změnily transportní a logistické aktivity společnosti název z DFDS Transport na DSV, aby byl vytvořen jednotný globální brand a zamezilo se případným nejasnostem.